# Rudolf F. Thomas
Rudolf F. Thomas (* 1950 in Karlsruhe) ist ein deutscher Buchautor, Publizist und Podcaster.

## Leben und Werk

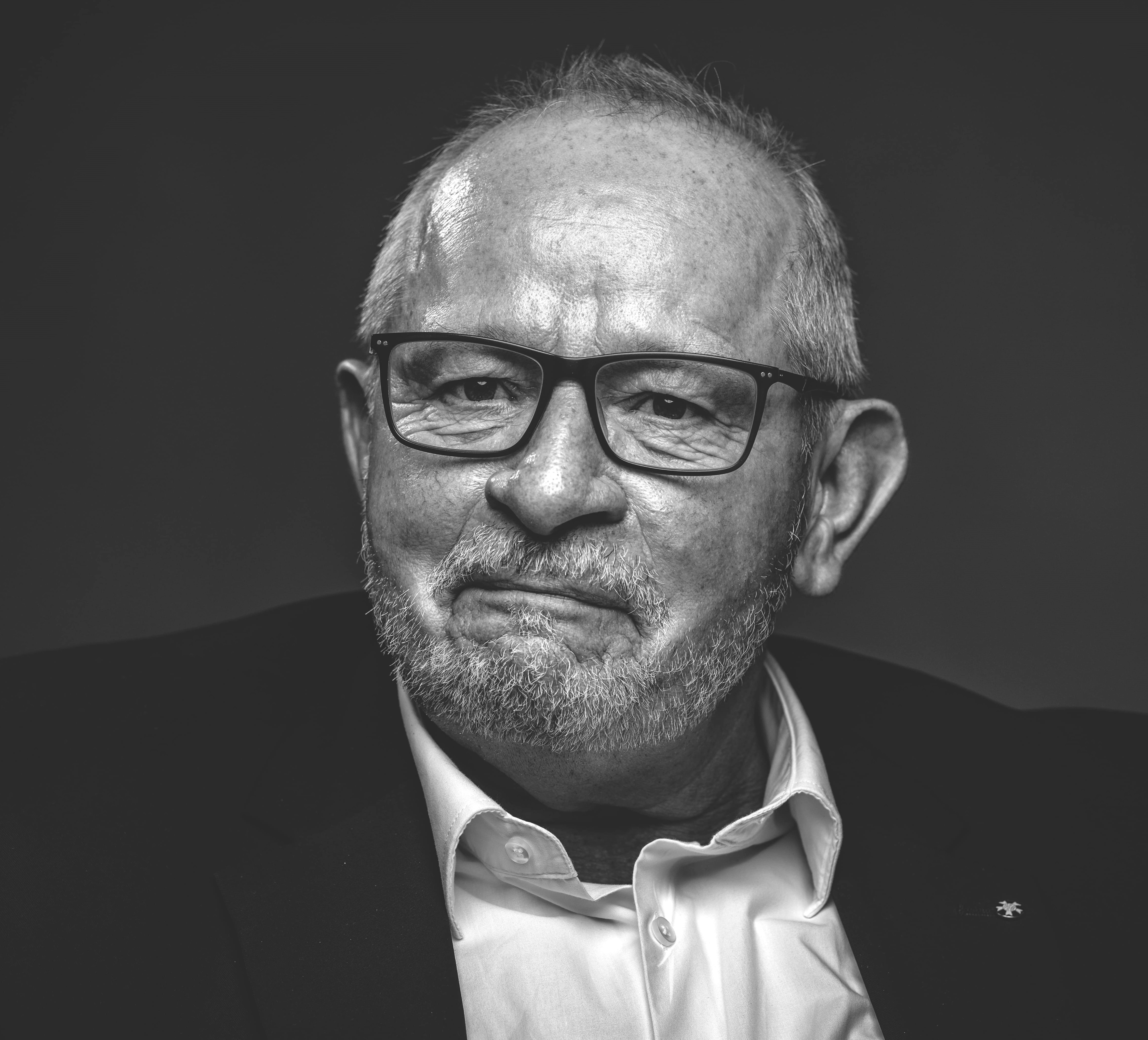
Rudolf F. Thomas

Nach dem Wehrdienst studierte Thomas Marketing und Werbung in Dortmund. Anschließend absolvierte er ein Volontariat beim Mannheimer Morgen und dessen Verlagstochter Fränkischen Nachrichten in Tauberbischofsheim. Danach war er als freier Wirtschaftsjournalist tätig. In den 80er-Jahren war er Gründungs-Chefredakteur des Marketingmagazins acquisa. Von 1990 bis 2015 Inhaber eines PR- und Marketingberatungsunternehmens in Würzburg. Seit 2015 betätigt sich Rudolf F. Thomas als Schriftsteller, Dozent und Podcaster. Er ist verheiratet und lebt in Würzburg.

## Veröffentlichungen
- Chefsache Mobbing – souverän gegen Psychoterror am Arbeitsplatz. Gabler Verlag, Wiesbaden 1993. ISBN 3-409-19645-5.
- Kampf der Bürokratie – Flexibilität statt Formularwesen. Gabler Verlag, Wiesbaden 1995. ISBN 3-409-19647-1.
- Durchwahl zum Erfolg – Kunden gewinnen am Telefon. Gabler Verlag, Wiesbaden 1994. ISBN 3-409-19686-2.
- Leistungsmarketing kontra Preismarketing. 1997.
- Saboteure des Glücks – Ich und meine Negaholiker, Hater, Mobber & Co. tredition Verlag, Hamburg 2016. ISBN 978-3-7345-6051-4
- Pleichach – Die Zeit ist das, was bald geschieht. (Roman) tredition Verlag, Hamburg 2022. ISBN 978-3-347-71144-0
- Morgen beginnt, was bald geschieht. (Roman) tredition Verlag, Ahrensburg 2023. ISBN 978-3-347-94588-3